# Don’t Stop ’Til You Get Enough
Don’t Stop ’Til You Get Enough – pierwszy singel z albumu Michaela Jacksona Off the Wall z 1979 roku. Utwór skomponowany został przez Jacksona i wyprodukowany przez Quincy’ego Jonesa.
„Don’t Stop…” dotarło do pierwszego miejsca na Billboard Hot 100 w październiku 1979 roku, sprzedając się w nakładzie miliona kopii. Utwór zdobył statuetkę Grammy w kategorii „Best R&B Vocal Performance”.

## Teledysk
Teledysk do utworu został wyprodukowany i wyreżyserowany przez Nicka Saxtona i wydany w październiku 1979. Zawiera mówione intro. Jest to pierwszy solowy teledysk Michaela Jacksona.

## Nagrody
- 1980: Grammy Award w kategorii „Best R&B Vocal Performance”
- 1980: American Music Award w kategorii „Favorite Soul/R&B Single”

## Lista utworów

### Wydanie oryginalne
Singel amerykański
| 1. | „Don’t Stop ’Til You Get Enough” (album version) | 6:04  |
|    |                                                  |       |
| 2. | „Don’t Stop ’Til You Get Enough” (edit)          | 4:22  |
|    |                                                  |       |
| 3. | „Don’t Stop ’Til You Get Enough” (Instrumental)  | 6:07  |
|    |                                                  |       |
|    |                                                  | 16:33 |
|    |                                                  |       |
Singel brytyjski
| 1. | „Don’t Stop ’Til You Get Enough” | 5:45  |
|    |                                  |       |
| 2. | „I Can’t Help It”                | 4:29  |
|    |                                  |       |
|    |                                  | 10:14 |
|    |                                  |       |

### SingielVisionary
CD
| 1. | „Don’t Stop ’Til You Get Enough” (7” version)  | 3:56  |
|    |                                                |       |
| 2. | „Don’t Stop ’Til You Get Enough” (12” version) | 5:52  |
|    |                                                |       |
|    |                                                | 09:48 |
|    |                                                |       |
DVD
1. „Don’t Stop ’Til You Get Enough” (teledysk) – 4:11

## Notowania
| Lista (1979)                  | Pozycja |
| ----------------------------- | ------- |
| Australian ARIA Singles Chart | 1       |
| Belgian Singles Chart         | 1       |
| Danish Singles Chart          | 1       |
| Holland Singles Chart         | 2       |
| Swedish Singles Chart         | 2       |
| Swiss Singles Chart           | 4       |
| Norwegian Singles Chart       | 1       |
| UK Singles Chart              | 3       |
| U.S. Billboard Hot 100        | 1       |

| Lista (2009)                     | Pozycja |
| -------------------------------- | ------- |
| Australian Singles Chart         | 21      |
| France                           | 9       |
| Netherlands                      | 10      |
| Swiss Singles Chart              | 20      |
| UK Singles Chart                 | 38      |
| U.S. Billboard Hot Digital Songs | 9       |

## Informacje szczegółowe
- Słowa i muzyka: Michael Jackson
- Produkcja: Quincy Jones
- Wokale: Michael Jackson
- Bas: Louis Johnson
- Perkusja: John Robinson
- Fortepian: Greg Phillinganes
- Gitara: David Williams i Marlo Henderson
- Instrumenty perkusyjne: Michael Jackson, Randy Jackson i Paulinho Da Costa
- Aranżacja sekcji dętej: Jerry Hey
  - Wykonanie: The Seawind Horns:
    - Trąbka i skrzydłówka: Jerry Hey
    - Saksofony i flet: Larry Williams
    - Saksofony i flet: Kim Hutchcroft
    - Puzon: William Reichenbach
    - Trąbka: Gary Grant
- Aranżacja rytmiczna: Greg Phillinganes i Michael Jackson
- Aranżacja wokalu i instrumentów perkusyjnych: Michael Jackson
- Aranżacja smyczków: Ben Wright
- Dyrygent: Gerald Vinci
- Dodatkowe wokale w tle: Jim Gilstrap, Augie Johnson, Mortonette Jenkins, Paulette McWilliams i Zedric Williams